# Józef Jasiński (1897–1975)
Józef Jasiński (ur. 27 stycznia 1897 w Pieniakach, zm. 9 sierpnia 1975 w Londynie) – podpułkownik dyplomowany pilot Wojska Polskiego, kawaler Orderu Virtuti Militari.

## Życiorys
Urodził się 27 stycznia 1897 we wsi Pieniaki, w ówczesnym powiecie brodzkim Królestwa Galicji i Lodomerii, w rodzinie Jana i Marii z Dziunikowskich. Do 1916 uczył się w c. k. Gimnazjum I z polskim językiem wykładowym w Stanisławowie, w którym zdał egzamin maturalny. 30 czerwca 1916 został wcielony do cesarskiej i królewskiej Armii. 3 listopada 1918 dostał się do włoskiej niewoli. W grudniu tego roku wstąpił do Armii Polskiej we Francji. Był jednym z pierwszych oficerów 1 pułku czołgów. Od sierpnia 1919 walczył na wojnie z bolszewikami jako dowódca plutonu czołgów. Wziął udział w zdobyciu Bobrujska i bitwie pod Dyneburgiem, a w 1920 w obronie Wilna, Grodna i Warszawy. Za walkę pod Dybeburgiem został odznaczony Orderem Virtuti Militari, a za walki pod Mławą – Krzyżem Walecznych.
Po zakończeniu działań wojennych pozostał w wojsku jako oficer zawodowy piechoty i kontynuował służbę w 1 pułku czołgów, a jego oddziałem macierzystym był 18 pułk piechoty w Skierniewicach. 3 maja 1922 został zweryfikowany w stopniu porucznika ze starszeństwem od 1 czerwca 1919 i 1434. lokatą w korpusie oficerów piechoty. Później został przeniesiony do 18 pp i przydzielony do Szkoły Pilotów, którą ukończył w 1923. Następnie został przeniesiony do korpusu oficerów aeronautycznych, wcielony do 2 pułku lotniczego w Krakowie i przydzielony do Departamentu IV Żeglugi Powietrznej Ministerstwa Spraw Wojskowych w Warszawie. 3 maja 1926 prezydent RP nadał mu stopień kapitana ze starszeństwem z dnia 1 lipca 1925 i 13. lokatą w korpusie oficerów aeronautycznych. W latach 1928–1930 pełnił służbę w Polskiej Misji Wojskowej Zakupów w Paryżu. Z dniem 5 stycznia 1931 został powołany do Wyższej Szkoły Wojennej w Warszawie, w charakterze słuchacza dwuletniego kursu 1930/32. Z dniem 1 listopada 1932, po ukończeniu kursu i otrzymaniu dyplomu naukowego oficera dyplomowanego, został przeniesiony do 3 pułku lotniczego w Poznaniu. Od 28 marca 1933 do grudnia 1934 dowodził 34 eskadrą liniową, a następnie dywizjonem szkolnym pułku. 27 czerwca 1935 prezydent RP nadał mu stopień majora z dniem 1 stycznia 1935 i 7. lokatą w korpusie oficerów aeronautyki. Od listopada 1935 do 1939 pełnił służbę w Dowództwie Lotnictwa MSWojsk. na stanowisku szefa Wydziału Studiów. Na podpułkownika został awansowany ze starszeństwem z 19 marca 1939 i 14. lokatą w korpusie oficerów lotnictwa, grupa liniowa. W tym samym miesiącu został przesunięty na stanowisko szefa sztabu Dowództwa Lotnictwa MSWojsk.
Nie został przyjęty do Polskich Sił Powietrznych w Wielkiej Brytanii przez komisję Royal Air Force. Zmarł 9 sierpnia 1975 w Londynie i został spopielony w krematorium Golders Green West Chapel.

## Ordery i odznaczenia
- Krzyż Srebrny Orderu Wojskowego Virtuti Militari nr 3450 – 1921[27][3][28]
- Krzyż Walecznych[29]
- Złoty Krzyż Zasługi[23]
- Srebrny Krzyż Zasługi – 1931 „za zasługi na polu administracji wojska”[30]
- Medal Pamiątkowy za Wojnę 1918–1921[31]
- Medal Dziesięciolecia Odzyskanej Niepodległości[31]
- Odznaka „Znak Pancerny” nr 17 – 19 marca 1933[32]
- Krzyż Kawalerski czeskiego Orderu Lwa Białego[29][33]
- Medal Zwycięstwa[31][33]